# Николай Ненков
Николай Ненков е български полицай, старши комисар от МВР.

## Биография
Николай Ненков е роден през 1973 г. в град Плевен, Народна република България. Завършил е висше образование в Русенският университет „Ангел Кънчев“ със специалност „Право“, получава магистърска степен.
През 2003 г. постъпва в системата на МВР, в група „Пътен контрол“ на сектор „Пътна полиция – КАТ“ при Регионална дирекция на вътрешните работи – Русе, като след това до 2017 г. е последователно преназначаван на различни йерархични длъжности в сектор „Пътна полиция“ към отдел „Опазване на обществения ред и превенция“ при Областна дирекция на МВР – Русе. От 2017 до юли 2021 г. е изпълнявал длъжността „старши разследващ полицай“ в различни сектори към отдел „Разследване“ при ОДМВР – Русе, а от 12 юли 2021 до декември 2022 г. заема поста началник на сектор „Пътна полиция“ към отдел „Охранителна полиция“ при Областна дирекция на МВР – Русе.